# Sherlock Holmes: notti di terrore
Sherlock Holmes: notti di terrore (A Study in Terror) è un film giallo britannico del 1965 diretto da James Hill.
E' basato su un soggetto di Adrian Conan Doyle, figlio di Arthur (ideatore di Sherlock Holmes), che fu anche produttore. Il titolo originale richiama quello del primo romanzo di Holmes A Study in Scarlet.

## Trama
Il celebre detective londinese indaga sui delitti di Jack lo squartatore. Holmes riuscirà a identificare ed eliminare il maniaco assassino, ma la verità non potrà essere rivelata, coinvolgendo direttamente la nobiltà britannica.

## Opere derivate
Nel 1967 Paul W. Fairman, in collaborazione con Ellery Queen scrisse un racconto con lo stesso titolo che riprendeva il soggetto del film, pubblicato in Italia come Uno studio in nero.

## Film simili
Nel 1979 fu prodotto Assassinio su commissione (Murder by Decree), film in cui vengono ripresi l'abbinamento Sherlock Holmes-Jack lo squartatore e l'ipotesi dell'appartenenza del maniaco alla nobiltà inglese. Curiosamente anche in questo film la parte di Lestrade è sostenuta da Frank Finlay.

## Nella realtà
Esiste un legame reale fra Jack lo squartatore e il personaggio di Sherlock Holmes, in quanto il medico londinese Joseph Bell, al quale si ritiene si sia ispirato Conan Doyle nell'ideare il suo personaggio, fu tra gli incaricati delle indagini medico-legali sui delitti del maniaco.